# S-Public Services
Die S-Public Services GmbH ist ein Finanzdienstleister in der DSV-Gruppe mit Sitz in Stuttgart. Das Unternehmen ist im bargeldlosen Zahlungsverkehr vorrangig im Bereich des E-Government aktiv. S-Public Services ist außerdem Acquirer für das Online-Überweisungsverfahren giropay, für das es seit 2012 exklusiver Partner im Bereich des Direktvertriebs ist. Das Unternehmen hat rund 2.500 kommunale Kunden.

## Dienstleistungsangebot

### E-Government
Die S-Public Services ist als Kompetenzcenter erster Ansprechpartner für Sparkassen und öffentliche Institutionen für E-Government. Öffentliche Institutionen werden mit Lösungen bei der Umsetzung von Digitalisierung und Gesetzesvorgaben unterstützt. Neben Angeboten für E-Payment, E-Rechnung, kommunales Portfoliomanagement oder eID runden Lösungen in Kooperation mit den o.a. Einheiten wie etwa Full-Service-Formulare oder Chatbots das Portfolio ab. Durch die gebündelten Leistungen können Sparkassen vor Ort ihre öffentlichen Institutionen auf dem Weg zur Digitalen Kommune begleiten.

## Kooperationen

### Giropay GmbH
Seit 2012 ist S-Public Services exklusiver Partner der Giropay GmbH für das Direktgeschäft.

## Unternehmensgeschichte

### GiroSolution als Tochter der DSV-Gruppe
Am 20. April 2015 wurde offiziell bekannt gegeben, dass die Beteiligungsgesellschaft der DSV-Gruppe, die S-Payment GmbH, die GiroSolution AG kaufen wird. Der Unternehmenskauf wurde in 2015 vollzogen. Ende 2016 wurde die GiroSolution AG in eine GmbH umgewandelt und die Geschäftsführung neu besetzt.
GiroSolution ist der exklusive Anbieter in der Sparkassen-Finanzgruppe für Online-Bezahllösungen für E-Government-Prozesse. Für die Sparkassen ist dies ein strategisches Geschäftsfeld, um ihren Gewährträgern (Kommunen) eigene Online-Bezahllösungen anzubieten. 
Seit 2019 wird die GiroSolution zu einem Dienstleister für die Digitalisierung der Daseinsvorsorge umgebaut. Kunden sollen künftig vor allem Behörden von Bund und Ländern sowie Kommunen und kommunalnahe Unternehmen sein.

### E-Commerce
S-Public Services war in der Vergangenheit auch im E-Commerce aktiv. Das Unternehmen bot auf Basis ihrer von ihr entwickelten und betriebenen Multi-Bezahllösung GiroCheckout Leistungen als Payment-Service-Provider (PSP) und Acquirer an. Das Acquiring bezog sich bei S-Public Services auf europäische Online-Überweisungsverfahren, wie giropay aus Deutschland, eps Online-Überweisung aus Österreich und iDEAL aus den Niederlanden. 
Im Kreditkartengeschäft vermittelte S-Public Services Akzeptanzverträge für VISA, Mastercard, Amex oder JCB. Darüber hinaus bot S-Public Services auch die Abwicklung des SEPA-Lastschriftverfahrens an.
Für die technische Integration in Online-Shops bot S-Public Services Plug-ins für diverse Standard-Shopsysteme, wie z. B. magento, Oxid etc. an. Für eine individuelle Integration stand eine API zur Verfügung. Darüber hinaus verfügte S-Public Services über eine eigene Integration von UATP, die speziell für Fluglinien die Integration von Online-Bezahlverfahren, wie z. B. giropay, ermöglichte. Ebenfalls existierten eigene Schnittstellen zu diversen anderen Payment-Service-Providern, z. B. für die Abwicklung von Kreditkarten- oder Lastschriftzahlungen.
Referenzkunden von S-Public Services waren u. a. Lufthansa, CTS Eventim, Bigpoint oder Rakuten Deutschland.

### Umfirmierung
Im April 2021 gab die DSV-Gruppe bekannt, dass GiroSolution künftig unter dem Namen S-Public Services firmieren werde.